# Smile of April
Smile of April är en kanadensisk TV-film med Torri Higginson, Anne Marie DeLuise, Dan Payene och Mackenzie Mowat i huvudrollerna. Filmen spelades in i Vancuver, Kanada och hade en låg budget. 

## Handling
Livet förändras som en våg i samspel med universum utom du. Det tar bara en sekund, en plats, en person, det kan hända närsomhelst, till och med nu den 4 april klockan 5. 
ANGIE & ADRIAN; hon svor med sin bästa kompis att hon aldrig skulle gifta sig. ANN, PAUL & CHARLY; hon skulle bara köpa nya krukväxter när allt blev svart. SARAH, JACK & LORI; det var ett enkelt forskningsexperiment... om hon bara hade frågat någon om hjälp... HELEN & JOHN; han behövde mjölk. VICKY & KYLE; det hände den 4 april, dagen som förändrades deras liv. 

## Tagline
- "Smile of April, it's five stories, fives lives, five destinies linked by this specific moment."

## Rollbesättning
- Torri Higginson - Angie
- Anne Marie DeLuise - Ann
- Mackenzie Mowat - Sarah
- Kristine Cofsky - Vicky
- Dan Payne - Adrian
- Andrew Dunbar - Charly
- Aaron Hutchinson - Kyle